# Біллі Кід (фільм, 2019)
«Біллі Кід» (англ. The Kid) — американський вестерн режисера Вінсента Д'Онофріо. Фільм розповідає про парубка, який стає свідком війни між шерифом Патом Гарреттом і злочинцем Біллі Кідом.

## Сюжет
Ріо Катлер одного разу вбив свого батька, коли той п'яним побив свою матір до смерті. Його дядько Грант Катлер почув постріл, побачивши труп свого брата, він нападає на Ріо. Ріо вдається вдарити суперника в обличчя склом. Він втікає з сестрою Сарою. Вони ночують в хатині. Зранку вони випадково зустрічаються з Біллі Кідом і його бандою. Між шерифом Патом Гарреттом і людьми Біллі Кіда виникає перестрілка. Кіда заарештовують. Шериф відноситься до Ріо та Сари з підозрою, але все одно бере з собою. Вони зупиняються на ранчо мексиканців. Ріо допомагає Біллі звільнитися.
У Санта-Фе Ріо та Сара знаходять друга матері, який розповідає, що вона була повією. Оскільки мати померла, він забрав Сару замість неї. Ріо навідує Кіда у в'язниці. Вони втікають вдвох, бо Біллі пообіцяв допомогти знайти Сару. Кід повертається до своєї вагітної коханої та ігнорує прохання Катлера щодо сестри. Шериф Гаррет стріляє в Біллі. Ріо розповідає правду Пату. Їм вдається її знайти. Між Грантом і Катлером відбувається перестрілка. Ріо підбадьорює сестру, говорячи, що вона має бути сильною.

## У ролях
| Актор             | Роль         |
| ----------------- | ------------ |
| Ітан Гоук         | Пет Гаррет   |
| Дейн Де Гаан      | Біллі Кід    |
| Кріс Пратт        | Грант Катлер |
| Адам Болдвін      | Боб Олінгер  |
| Кіт Джардін       | Піт          |
| Вінсент Д'Онофріо | шериф Ромеро |
| Лейла Джордж      | Сара         |
| Джейк Шур         | Ріо Катлер   |
| Дженні Гебріелль  | Мірабель     |
| Стеффорд Дуглас   | Джон По      |
| Бен Дікі          | Джим Іст     |

## Створення фільму

### Виробництво
У квітні 2017 було повідомлено, що Вінсент Д'Онофріо буде режисером стрічки, а також зіграє шерифа Ромеро. У жовтні того ж року почались зйомки в Санта-Фе, США. Перший трейлер вийшов 21 лютого 2019 року.

### Знімальна група
- Кінорежисер — Вінсент Д'Онофріо
- Сценарист — Ендрю Ленхем
- Кінопродюсер — Сем Мейдью, Девід Мімран, Джордан Шур, Нік Терлоу
- Композитор — Летем Гейнс, Шелбі Гейнс
- Кінооператор — Мэттью Дж. Ллойд
- Кіномонтаж — Кетрін Мак-Квіррі
- Художник-постановник — Сара К. Вайт
- Артдиректор — ЕрЕй Аранчіо-Парраін
- Художник-декоратор — Едвард Мак-Лафлін
- Художник-костюмер — Рубі Катіліус
- Підбір акторів — Ріва Кан-Томпсон, Марі Верньє[5]

## Сприйняття
Фільм отримав змішані відгуки. На сайті Rotten Tomatoes оцінка стрічки становить 45 % на основі 38 відгуків від критиків (середня оцінка 5,3/10) і 69 % від глядачів із середньою оцінкою 3,8/5 (91 голос). Фільму зарахований «гнилий помідор» від кінокритиків та «попкорн» від глядачів, Internet Movie Database — 6,3/10 (536 голосів), Metacritic — 51/100 (14 відгуків критиків) і 8,3/10 (7 відгуків від глядачів).